# Johannes Backus
Johannes Werner Backus (* 5. Februar 1966 in Rheydt) ist ein Generalstabsarzt des Heeres der Bundeswehr und seit dem 1. April 2025 Kommandeur des Kommando Gesundheitsversorgung der Bundeswehr.

## Militärischer Werdegang

### Ausbildung und erste Verwendungen
Backus trat 1987 an der Sanitätsakademie der Bundeswehr in München als Sanitätsoffizier-Anwärter in die Bundeswehr ein. Von 1989 bis 1996 absolvierte er ein Studium der Humanmedizin an der Heinrich-Heine-Universität in Düsseldorf. Danach führte er von 1996 bis 1998 seine Ausbildung als Assistenzarzt am Bundeswehrkrankenhaus Bad Zwischenahn fort. Daran schloss sich von 1998 bis 2000 eine Verwendung als Truppenarzt im Standortsanitätszentrum Delmenhorst, Außenstelle Wildeshausen, an.

### Dienst als Stabsoffizier
Von 2000 bis 2002 wurde Backus als Sanitätstabsoffizier und Stabsoffizier S3 beim Kommando Luftbewegliche Kräfte, später der Division Spezielle Operationen in Regensburg eingesetzt. Es folgte eine Versetzung nach Oldenburg, wo er von 2002 bis 2005 Brigadearzt der Luftlandebrigade 31 war. Im Anschluss war Backus von 2005 bis 2008 als Kommandeur des Sanitätslehrregiments in Feldkirchen in Führungsverantwortung. Es folgte 2008 bis 2011 eine Verwendung als Referent im Bundesministerium der Verteidigung beim Führungsstab des Sanitätsdienstes (Fü San II 1) in Bonn. Von 2011 bis 2013 war Backus als Divisionsarzt der 1. Panzerdivision in Hannover eingesetzt. Danach folgten Verwendungen als Referatsleiter VII 1 im Kommando Sanitätsdienst der Bundeswehr in Koblenz und als Leiter des Sanitätsunterstützungszentrums in Wilhelmshaven. Von 2016 bis 2018 war Backus Kommandeur des Kommando Schnelle Einsatzkräfte Sanitätsdienst „Ostfriesland“ (Kdo SES) in Leer. Von 2018 bis 2019 wurde er, als Leiter der Spezialstabsabteilung, erneut im Kommando Sanitätsdienst der Bundeswehr eingesetzt.

### Dienst als General
Im April 2019 wurde Backus, als Nachfolger von Generalarzt Bruno Most, Abteilungsleiter A (Planung/Führung/Steuerung Gesundheitsversorgung) im Kommando Sanitätsdienst der Bundeswehr. Auf diesem Dienstposten erhielt er im Juni 2020 die Beförderung zum Generalarzt. Am 6. April 2023 übernahm Backus von Generalarzt Jörg Ahrens den Posten als Kommandeur des Bundeswehrkrankenhauses Ulm. Seit dem 19. September 2024 ist er Kommandeur Gesundheitseinrichtungen und stellvertretender Inspekteur des Sanitätsdienstes im Kommando Sanitätsdienst in Koblenz. Hier wurde er Nachfolger von Generalstabsarzt Norbert Weller. Mit der Umgliederung des Sanitätsdienstes wurde er zum 1. April 2025 Kommandeur des Kommando Gesundheitsversorgung der Bundeswehr.

### Sonstiges
Backus ist Facharzt für Allgemeinmedizin. Er besitzt die Zusatzbezeichnungen Sport- und Rettungsmedizin sowie als Leitender Notarzt (LNA). Des Weiteren hat er einen Studienabschluss als Gesundheitsökonom von der EBS Universität für Wirtschaft und Recht in Wiesbaden.

### Auslandseinsätze
Backus nahm an mehreren Auslandseinsätzen teil:
- SFOR (1998–1999)
- ISAF (2004, 2014)

### Auszeichnungen
Backus ist Träger folgender Auszeichnungen:
- Ehrenkreuz der Bundeswehr in Gold und Silber
- Einsatzmedaille der Bundeswehr (SFOR, ISAF)

## Privates
Backus ist verheiratet und hat zwei Töchter.